# Caso 95-18-EP
El Caso N° 95-18-EP es una acción extraordinaria de protección presentada ante la Corte Constitucional del Ecuador por una familia que denunció la violación de los derechos constitucionales de su hija por parte de una institución educativa y de la Dirección Distrital del Ministerio de Educación de Ecuador, las mismas que se negaron a reconocer la identidad de género de la niña.
La Corte emitió su dictamen el 28 de noviembre de 2024 y falló a favor de los solicitantes. Como parte de la sentencia, la Corte declaró que se habían vulnerado los derechos de la niña a la igualdad material, al libre desarrollo de la personalidad y a la educación. Exigió además que la institución educativa pidiera disculpas públicas a la niña y que el Ministerio de Educación y la Defensoría del Pueblo elaboraran en conjunto un nuevo código de convivencia para el plantel. Finalmente, ordenó al Ministerio de Educación la creación de un protocolo de acompañamiento para estudiantes LGBT.

## Antecedentes
El caso tuvo su origen en 2017, cuando una familia de origen español inscribió a su hija transgénero, cuyo nombre se mantuvo protegido durante el proceso bajo las iniciales C.L.A.G, en la Unidad Educativa Jefferson, ubicada en la ciudad de Salinas. Los padres le comunicaron a la institución que su hija se encontraba en proceso de transición de género y que deseaban que recibiera acompañamiento por parte de la escuela, pero las autoridades del plantel no aceptaron el utilizar el nombre femenino de su hija y le exigieron que se formara en la fila para niños y que vistiera ropa masculina, lo que resultó en que fuera excluida de actividades sociales y que recibiera acoso escolar y burlas. Ante los reclamos de sus padres, las autoridades les pidieron que presentaran un diagnóstico de disforia de género, pero luego continuaron negándose a reconocer la identidad de la niña aún cuando los padres les proporcionaron los documentos requeridos.
El 17 de octubre de 2017, la familia de C.L.A.G. junto con la Defensoría del Pueblo presentaron una acción de protección en contra de la unidad educativa y de la Dirección Distrital del Ministerio de Educación por no prestar el acompañamiento adecuado a su hija, haber facilitado que se divulgue su condición de género y por ignorar una denuncia de violencia psicológica referente al caso. El 8 de noviembre de 2017, la Unidad Judicial contra la Violencia a la Mujer o Miembros del Núcleo Familiar de Santa Elena rechazó la acción de protección y afirmó que no se había violado ningún derecho constitucional. Esta sentencia fue ratificada por la Sala Única de la Corte Provincial de Justicia de Santa Elena el 7 de diciembre del mismo año.

## Proceso constitucional
El 29 de diciembre de 2017, la Defensoría del Pueblo elevó una acción extraordinaria de protección contra la sentencia de la corte provincial. El 17 de mayo de 2018, la Corte Constitucional aceptó a trámite el recurso, bajo el número 95-18-EP. La jueza constitucional Alejandra Cárdenas Reyes salió sorteada como ponente de la causa y convocó a una audiencia pública para abordar el caso. La misma se desarrolló el 17 de febrero de 2023.
Entre las personas y organizaciones que presentaron amici curiae referentes a los derechos de los niños y la diversidad sexogenérica en el contexto del presente caso estuvieron: la Fundación Amor y Fortaleza, la Red Ecuatoriana de Psicología por la Diversidad LTBI, la fundación Pakta, el activista Efraín Soria en representación de la Fundación Ecuatoriana Equidad, la activista Diane Rodríguez en representación de la Asociación Silueta X, el Instituto de Investigación en Igualdad, Género y Derechos de la Universidad Central del Ecuador, y la Organización Dignidad y Derecho.

### Sentencia del caso

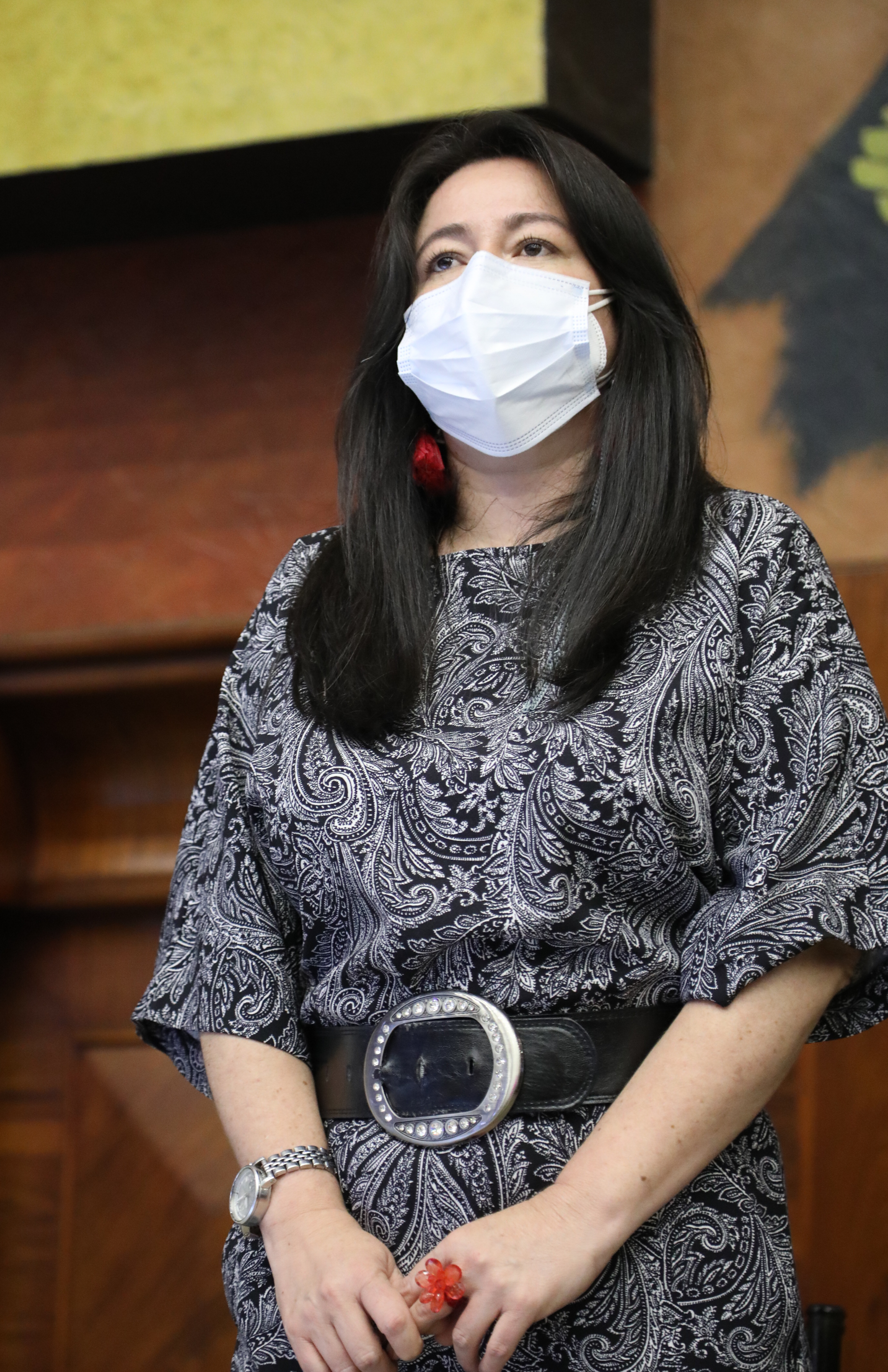
Alejandra Cárdenas Reyes, jueza sustanciadora del caso.

La Corte Constitucional aprobó la sentencia del Caso 95-18-EP el 28 de noviembre de 2024. A favor del proyecto de sentencia de la jueza Alejandra Cárdenas Reyes hubo cinco votos a favor, que vinieron de parte de los jueces Karla Andrade Quevedo, Jhoel Escudero Soliz, Alí Lozada, Daniela Salazar Marín y la propia jueza Cárdenas Reyes. En contra de la sentencia hubo cuatro votos salvados, provenientes de los jueces Carmen Corral Ponce, Enrique Herrería Bonnet, Teresa Nuques Martínez y Richard Ortiz Ortiz.
En su dictamen, la jueza Cárdena Reyes aceptó la acción extraordinaria de protección y declaró que, al rechazar el recurso en las instancias anteriores, la Unidad Judicial contra la Violencia a la Mujer y la Corte Provincial de Santa Elena habían violado el derecho al debido proceso por parte de los accionantes. De este modo, la sentencia dejó sin efecto la resolución emitida por la corte provincial el 7 de diciembre de 2017.
En cuanto a la denuncia de discriminación de fondo, la jueza Cárdenas Reyes dictaminó que, al negarse a reconocer la identidad de género de la niña C.L.A.G., la unidad educativa Jefferson había violado sus derechos a la igualdad y no discriminación, al libre desarrollo de la personalidad, a la educación en el componente de adaptabilidad, al interés superior del niño y el derecho a ser escuchada. La Dirección Distrital del Ministerio de Educación, por su lado, fue hallada culpable de haber violado el derecho a la educación de la niña.
Como medidas de reparación, la jueza ordenó que la institución educativa pidiera disculpas públicas a C.L.A.G. en un plazo máximo de treinta días. También pidió a la Defensoría del Pueblo y al Ministerio de Educación que revisen y presenten una nueva versión del manual de convivencia de la escuela, en que se garantice un enfoque  para prevenir y combatir la discriminación por diversidad sexual e identidad de género. Finalmente, la Corte ordenó al Ministerio de Educación la elaboración de un protocolo de acompañamiento para estudiantes LGBT que estuviera así mismo enfocado en la prevención y el combate contra la discriminación por
diversidad sexual e identidad de género, para luego ser difundido al sistema educativo nacional con cumplimiento obligatorio.
La sentencia fue publicada de forma oficial el 8 de enero de 2025.